# ツインズ・エフェクト
『ツインズ・エフェクト』（原題：千機變、英題：The Twins Effect）は、2003年に公開された香港映画。監督はダンテ・ラム、共同監督ドニー・イェン。

## 概要
ヴァンパイアと人間の戦いを描いたアクション映画。主演は人気アイドルユニット、ツインズで彼女たちにとっては初のアクション映画。香港では『インファナル・アフェアIII 終極無間』に次ぐ2003年度香港映画のヒットとなり、2004年4月に開催された第23回香港電影金像奨では同年最多の6部門で受賞した。ジャッキー・チェン、カレン・モクが特別出演している。主題歌はジャッキー・チェンとツインズの歌う｢變變變｣。

## キャスト
※括弧内は日本語吹替
- ヘレン - シャーリーン・チョイ（小島幸子）
- ジプシー - ジリアン・チョン（半場友恵）
- リーヴ - イーキン・チェン（川本克彦）
- カザフ - エディソン・チャン（鉄野正豊）
- プラダ - アンソニー・ウォン（江川央生）
- リリア - ジョシー・ホー
- デコテス公爵 - ミッキー・ハート
- 救急隊員ジャッキー - ジャッキー・チェン（石丸博也）
- アイヴィ - カレン・モク（斎藤恵理）

## スタッフ
- 監督：ダンテ・ラム
- アクション監督：ドニー・イェン
- 脚本：チャン・ヒンガイ 、ジャック・ウー
- 撮影：チェン・マンポー
- 音楽：チャン・クォンウィン
- 製作総指揮：アルバート・ユン

## 受賞
第23回香港電影金像奨
- 最佳動作設計(Best Action Choreography)：ドニー・イェン（甄子丹）
- 最佳美術指導(Best Art Direction)：ビル・ルイ（雷楚雄）
- 最佳剪接(Best Film Editing)：チャン・キーホップ（陳祺合）
- 最佳服裝造型設計(Best Costume & Make Up Design)：イー・チュンマン（奚仲文）
- 最佳音響效果(Best Sound Design)：キンソン・ツァン（曾景祥）
- 最佳視覚效果(Best Visual Effects)：エディ・ウォン（黃宏顯）、余国亮

2003年度金馬奨
- 最佳動作設計(Best Action Choreography)：ドニー・イェン
- 最佳視覚效果(Best Visual Effects)：エディ・ウォン（黃宏顯）